# Station Newquay
Newquay is een spoorwegstation van National Rail in Newquay, Restormel in Engeland. Het station is eigendom van Network Rail en wordt beheerd door Great Western Railway. 